# منتخب الكاميرون تحت 23 سنة لكرة القدم
منتخب الكاميرون تحت 23 سنة لكرة القدم (بالإنجليزية: Cameroon national under-23 football team)‏ هو ممثل الكاميرون الرسمي في المنافسات الدولية في كرة القدم في فئة كرة قدم تحت 23 سنة للرجال، يديريه اتحاد الكاميرون لكرة القدم.